# George Jones (cầu thủ bóng đá, sinh năm 1945)
George Alexander Jones (sinh ngày 21 tháng 4 năm 1945 in Radcliffe, Lancashire, Anh), là một cầu thủ bóng đá người Anh thi đấu ở vị trí tiền đạo ở Football League.